# Hilara flavipes
Hilara flavipes är en tvåvingeart som beskrevs av Johann Wilhelm Meigen 1822. Hilara flavipes ingår i släktet Hilara och familjen dansflugor. Arten är reproducerande i Sverige. Inga underarter finns listade i Catalogue of Life.